# Gmar Gavi'a
Gmar Gavi'a é um filme de guerra e drama produzido no Israel, dirigido por Eran Riklis e lançado em 1991.